# Швертфегер, Леонард Теодор
Леонард Теодор Швертфегер (нем. Leonard Theodor Schwertfeger; около 1680 — после 1738) — немецкий архитектор, работавший в России в период петровского барокко.

## Биография
Швертфегер «принадлежал к прусской нации». Он прибыл в Санкт-Петербург в 1713 году, после чего «был у дел его императорского Величества безотлучно», возглавляя с 1720 по 1733 год строительство Александро-Невской Лавры, которая была основана в 1710 году царём Петром I, а первоначальный проект был составлен в 1715 году Доменико Трезини. Последний начал в 1717 году сооружение угловой башни в виде Благовещенской церкви и примыкавшего к ней Духовского корпуса. Затем его на некоторое время сменил Кристоф Конрад, которого в свою очередь сменил Швертфегер.
Он же создал симметричный Духовский корпус. Кардинальным изменением в силуэте монастыря стал бы центральный собор, макет которого хранится в музее Академии художеств. Заложенный в 1722 году, собор был выстроен вчерне без купола и башен, но здание дало осадку и было разобрано. Это здание обещало стать шедевром русского барокко, намного опередив появление его наиболее известных образцов.
Швертфегеру также принадлежит проект подворья монастыря на Васильевском острове (7-я линия, д. 12, 1720—1726) Архитектор принял участие в проектировании здания Двенадцати коллегий, ставшего образцом Стиль (искусство) стиля петровского барокко. Считают, что центральная часть постройки соответствует проекту Швертфегера, которому указом 1724 года было поручено построить всё здание. Но, будучи занят строительством монастыря и не склонный к напряжённой работе, он отказался. В 1733 году получил отставку и в 1738 году уехал в Берлин.

## Галерея

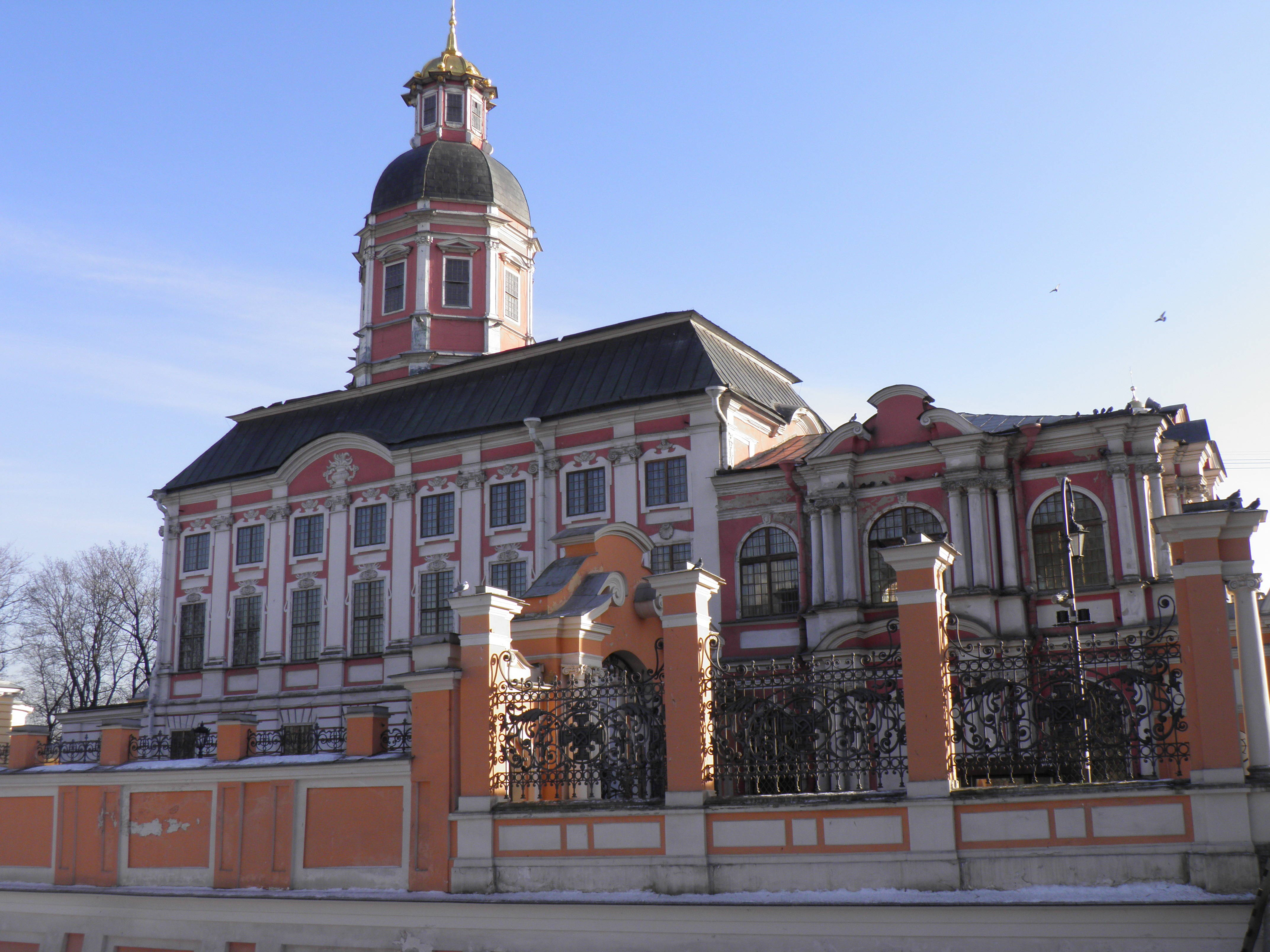
Благовещенская церковь Александро-Невской лавры
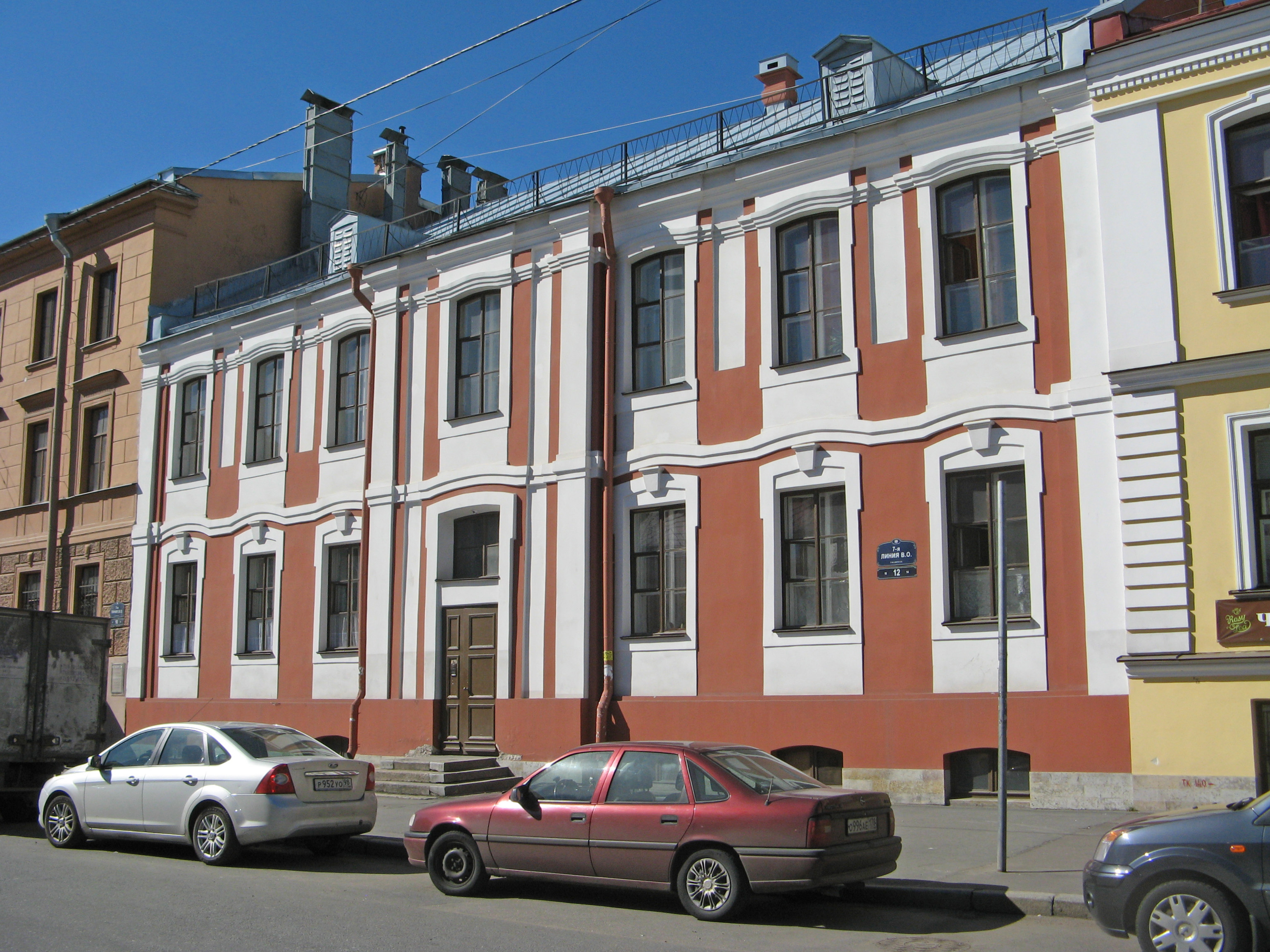
Подворье Александро-Невской Лавры. 1720—1726. Васильевский остров, 7-я линия, Санкт-Петербург
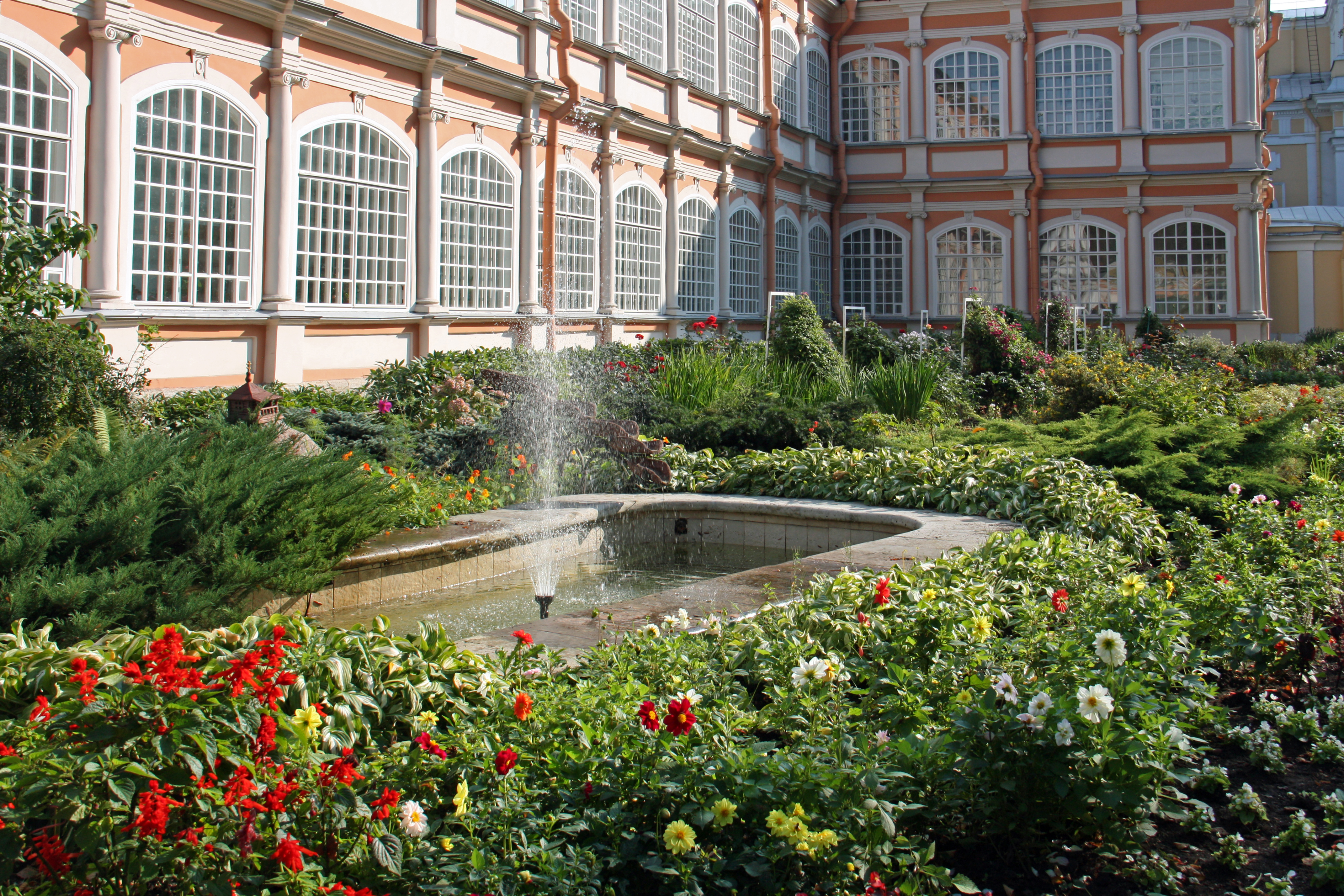
Духовский корпус Александро-Невской лавры
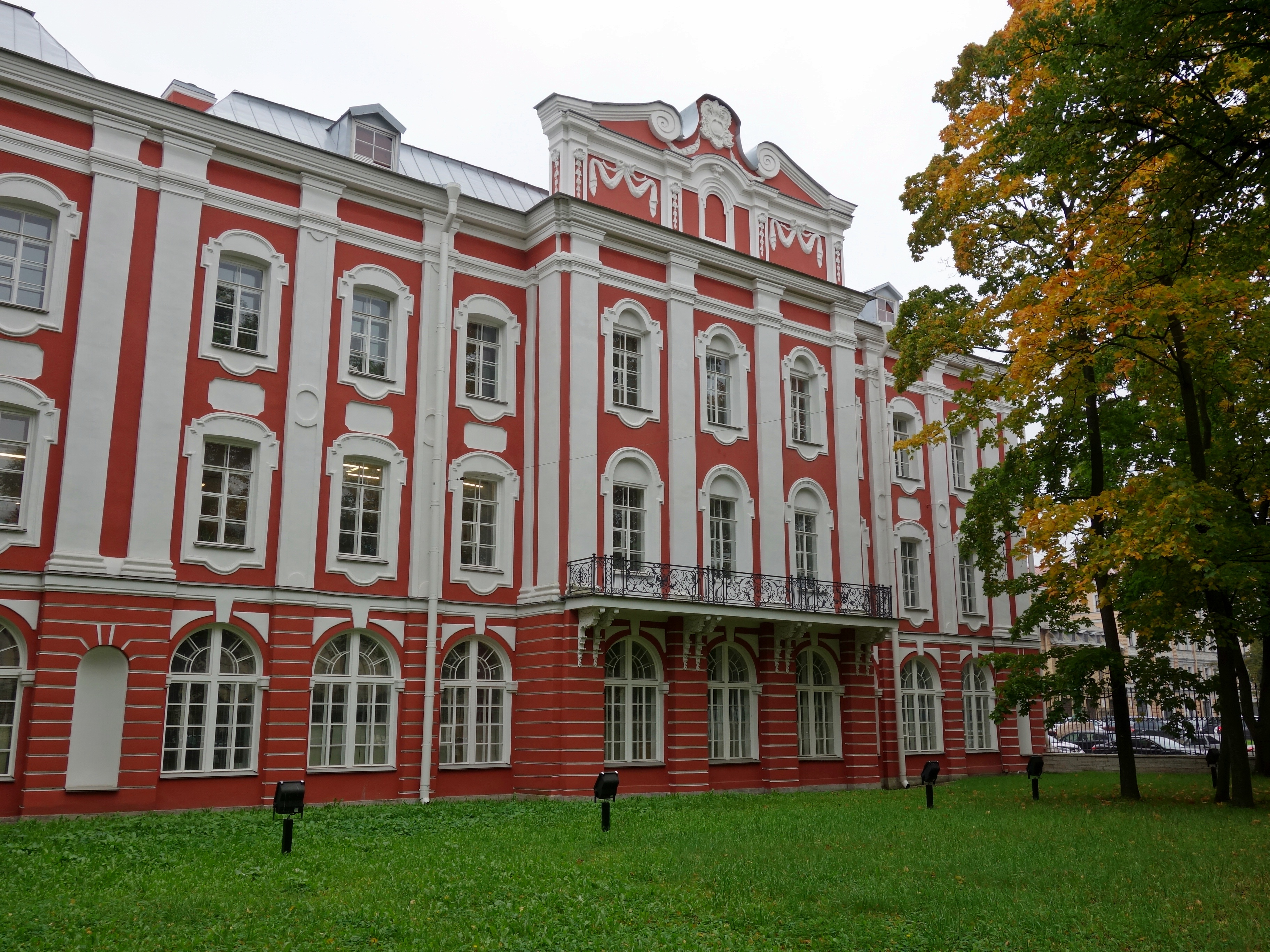
Корпус здания Двенадцати Коллегий. Васильевский остров, Санкт-Петербург